# عين خوش (مقاطعة دهلران)
عين خوش (بالفارسية: عین خوش) هي مستوطنة تقع في قسم دشت عباس الريفي (مقاطعة دهلران) في إيران. يقدر عدد سكانها بـ 671 نسمة بحسب إحصاء 2016.